# Årets nykomling (Svenska idrottsgalan)
Årets nykomling är ett pris som delas ut på Svenska idrottsgalan. Priset är sedan 2011 sammanslaget med Svenska Dagbladets idrottsstipendium (även kallat Lilla Bragdguldet).

## Pristagare
| År   | Namn                  | Sportgren       | Ref    |
| ---- | --------------------- | --------------- | ------ |
| 2000 | Anna-Karin Kammerling | Simning         | [ 1 ]  |
| 2001 | Jonas Edman           | Sportskytte     | [ 2 ]  |
| 2002 | Susanna Kallur        | Friidrott       | [ 3 ]  |
| 2003 | Kim Källström         | Fotboll         | [ 4 ]  |
| 2004 | Linus Thörnblad       | Friidrott       | [ 5 ]  |
| 2005 | Joachim Johansson     | Tennis          | [ 6 ]  |
| 2006 | Emma Green            | Friidrott       | [ 7 ]  |
| 2007 | Nicklas Bäckström     | Ishockey        | [ 8 ]  |
| 2008 | Jens Byggmark         | Alpin skidsport | [ 9 ]  |
| 2009 | Sarah Sjöström        | Simning         | [ 10 ] |
| 2010 | Jonas Jerebko         | Basket          | [ 11 ] |
| 2011 | Angelica Bengtsson    | Friidrott       | [ 12 ] |
| 2012 | Moa Hjelmer           | Friidrott       | [ 13 ] |
| 2013 | Gabriel Landeskog     | Ishockey        | [ 14 ] |
| 2014 | Irene Ekelund         | Friidrott       | [ 15 ] |
| 2015 | Sandra Näslund        | Skicross        | [ 16 ] |
| 2016 | Khaddi Sagnia         | Friidrott       | [ 17 ] |
| 2017 | Jesper Svensson       | Bowling         | [ 18 ] |
| 2018 | Armand Duplantis      | Friidrott       | [ 19 ] |
| 2019 | Elias Pettersson      | Ishockey        | [ 20 ] |
| 2020 | Frida Karlsson        | Längdåkning     | [ 21 ] |
| 2021 | Dejan Kulusevski      | Fotboll         | [ 22 ] |
| 2022 | Maja Åskag            | Friidrott       | [ 23 ] |
| 2023 | Linn Grant            | Golf            | [ 24 ] |
| 2024 | Ludvig Åberg          | Golf            | [ 25 ] |